# Димитър Механджийски
Димитър Манасиев Механджийски е български художник и дизайнер.
Роден е на 8 октомври 1915 година в Босилеград. През 1926 година се установява в София и през 1941 – 1946 година учи в Националната художествена академия. През следващите десетилетия се налага като водеща фигура в българския приложен дизайн. Работи и като живописец, главно акварелни пейзажи.
Димитър Механджийски умира на 17 октомври 1999 година в Пасадина.